# Turcoaia
Turcoaia è un comune della Romania di 3 574 abitanti, ubicato nel distretto di Tulcea, nella regione storica della Dobrugia.